# IndieCade

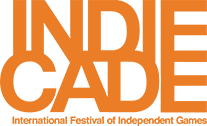
Logo del festival "Indie Cade"

Indiecade (o IndieCade) es un festival competitivo de videojuegos independientes que se celebra en la ciudad de Culver City, en los Estados Unidos. Conocido popularmente como "el festival Sundance de la industria de los videojuegos", una selección de desarrolladores de videojuegos independientes son invitados para mostrar y promover su trabajo tanto en el festival principal como en los eventos relacionados.
En el año 2009, IndieCade lanzó una conferencia que incluía clases, paneles, talleres y presentaciones. Desde entonces, la conferencia se ha convertido en uno de los eventos más importantes del año para desarrolladores indies y otros actores de la industria.

## Historia
El indiecade fue creado en el año 2005 por Creative Media Collaborative, una alianza de productores y líderes de la industria. Enmarcado dentro del festival E3, evolucionó hasta convertirse en un evento independiente en Bellevue. Cuatro años más tarde, en 2009, el festival fue trasladado a Culver City, sede actual, donde se organizó un juego en Twitter y una búsqueda del tesoro urbano (scavenger hunt) para celebrar el cambio de ciudad.

## Impacto del festival
El festival ha apostado desde sus inicios por la innovación y el arte en los medios interactivos, ayudando a crear una percepción pública de los videojuegos rica, diversa, artística y culturalmente significativa. A eso ha ayudado que se trate del único festival exclusivo para videojuegos independientes de Estados Unidos que está abierto al público. 
Los juegos se presentan a principios de primavera para la consideración del jurado del festival. Unos meses más tarde, en otoño, se anuncia la selección de finalistas que tomará parte en el evento. Juegos adicionales de la lista de las aplicaciones al IndieCade son presentadas en varios eventos cada año en todo el mundo. Los eventos en los que el IndieCade se presentó en 2009 incluyeron el E3, el Ottawa International Animation Festival (OIAF), y en un festival de videojuegos independiente ("IndieCade Europe") que se ha celebrado cada año en el Reino Unido desde su concepción, en 2007.

## Junta directiva
La junta directiva del festival IndieCade incluye, entre otros, a Seamus Blackley, Tracy Fullerton, Megan Gaiser, Andy Gavin, Carl Goodman, John Hight, Robin Hunicke, Henry Jenkins, Richard Lemarchand, Frans Mayra, Jamil Moledina, Janet Murray, Robert Nashak, Carolyn Rauch, Kellee Santiago, Keita Takahashi, Will Wright y Eric Zimmerman. 
La fundadora de IndieCade es Stephanie Barish, la presidenta del festival es Celia Pearce, y el director Sam Roberts.